# 東京テレポートセンター
株式会社東京テレポートセンター（とうきょうテレポートセンター）は、東京都で東京臨海副都心を中心に、東京臨海部でビル、施設等の開発運営などを行っている東京都などが間接出資する第三セクター会社である。

## 概要
東京テレポートセンター、東京臨海副都心建設及び竹芝地域開発の3社は、経営の安定化を図るため、1998年度からビル事業についてサブリース契約（建物の一括賃貸借契約、契約期間10年間）を締結するなど、東京テレポートセンターに事業を集約化している。また、経営安定化策として、東京都は1999年度約2419万円を支出しており、委託料として、1998年度に約14億372万円、1999年度に12億4201万円を支出している。海上公園管理についても、委託料として、1998年度に約7億3452万円、1999年度に約6億1986万円を支出している。さらに、テレコムセンタービル用地及び有明アンテナサイト用地についても、有償貸付（1999年度貸付料が約1億8251万円）などを行っている。
しかし、このような努力にもかかわらず経営は安定しなかった。そのため、2006年5月12日に東京臨海副都心建設、竹芝地域開発とともに3社は民事再生手続き開始を東京地裁に申請した。負債総額は約3,800億円にも上り、東京都と金融機関に対し2050億円の債権放棄を求め、東京都などの出資金合計546億円も100%減資した。債務を圧縮した後の2007年4月1日付で3社は合併し、東京テレポートセンター１社となった。2007年8月には持株会社の株式会社東京臨海ホールディングスの子会社となった。

## 名称の由来
テレポートは、ニューヨーク・ニュージャージー・ポートオーソリティによってつくられた言葉である。同ポートオーソリティは、人や物のコミュニケーション拠点を、海運の時代では「シーポート」、空の時代では「エアポート」であったとし、今後の情報の時代には、テレコミュニケーションの港であるとして「テレポート」と命名した。

## 沿革
- 1989年4月26日 - 東京都の「臨海副都心開発事業化計画」（1989年4月策定）に基づき、会社が設立された。
- 1998年4月 - 東京臨海副都心建設株式会社、竹芝地域開発株式会社と事業を統合し、前記2社に関する事務を受託した。
- 2006年5月12日 - 株式会社東京テレポートセンター、東京臨海副都心建設株式会社、竹芝地域開発株式会社の3社が、民事再生手続の開始を東京地裁に申請した。
- 2007年4月1日 - 3社が合併し、同日設立された株式会社東京臨海ホールディングスの子会社となる。

## 事業概要
- ビルの賃貸・維持管理

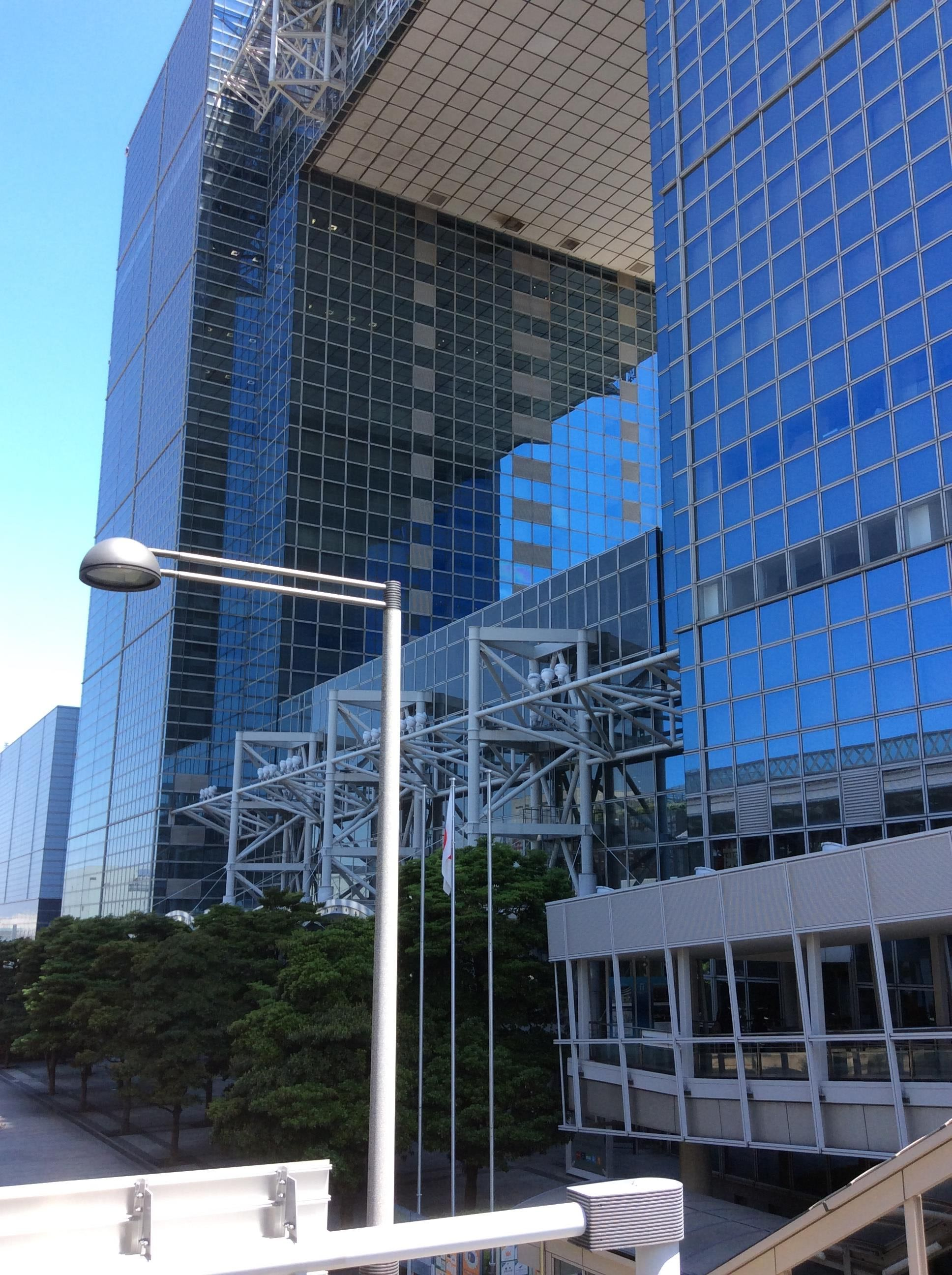
ゆりかもめテレコムセンター駅から見るテレコムセンター（2017年5月5日撮影）

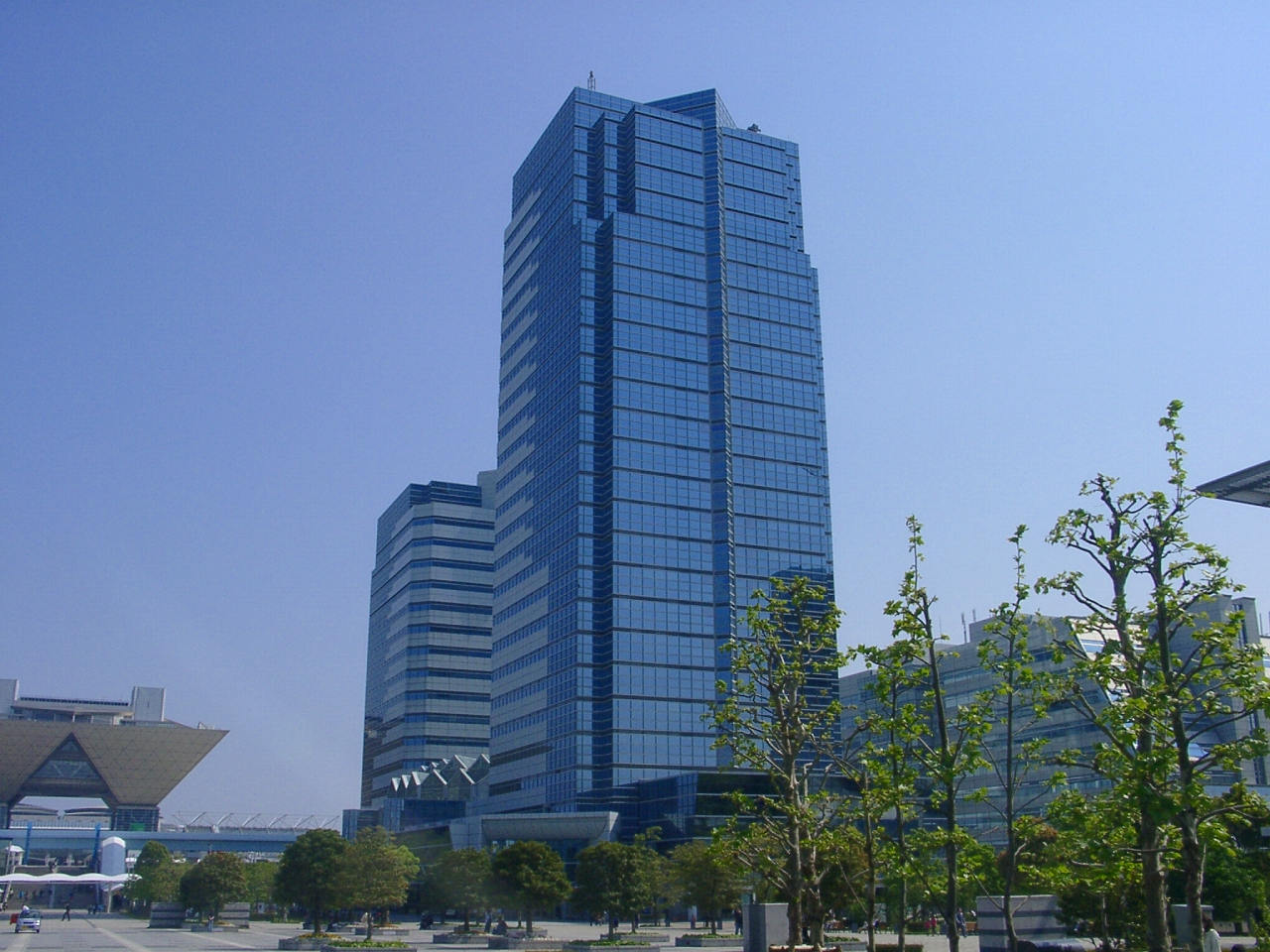
有明フロンティアビル

  - テレコムセンタービル（江東区青海二丁目5番10号）の管理運営
  - 台場フロンティアビル（港区台場二丁目3番2号）の管理運営 （東京臨海副都心建設から受託）
  - 青海フロンティアビル（江東区青海二丁目4番24号）の管理運営 （同上）
  - 有明フロンティアビル（江東区有明三丁目7番26号）の管理運営 （同上）
  - ニューピア竹芝サウスタワー・ホテル棟（港区海岸一丁目16番1号）の管理運営 （竹芝地域開発から受託）
  - ニューピア竹芝ノースタワー（港区海岸一丁目11番1号）の管理運営（同上）
- 施設の管理運営
  - 海上公園の維持管理（平成9年度まで東京臨海副都心建設が都から受託、平成10年度から東京テレポートセンターが受託）
  - 共同溝の維持管理（同上）
  - 未処分地、駅前広場（同上）
  - 駐車場
- 情報通信サービス
  - 衛星系通信事業
  - CATV事業
  - 自動検針事業

## 経営状況
経営状況は、1997年度に債務超過に陥り、2004年3月期の当期損失額は10億4100万円、累積損失額は約246億2200万円、債務超過額は59億7000万円、長期借入金額は418億2100万円に上ったが、2006年5月、民事再生手続きの申立てを経て、2007年度末には累積損失を解消した。